# 海蒲團
海蒲團（學名：Camptostroma）是一種已滅絕的棘皮動物，生存於寒武紀早期。其化石產於美國賓夕法尼亞州的金澤斯組（Kinzers Formation）。

## 描述
海蒲團的外觀類似杯子蛋糕，殼餅形，軸向的骨架在其上表面形成星形圖案。上表面有五條步帶，口位於內側，牠們利用管足抓取食物顆粒，然後沿著步帶將食物運送至口中。具原始的方解石骨板，身體四周具放射狀肋。

## 分類
海蒲團最初被描述為類似水母或水螅的凝膠狀軟體浮游生物，並被歸入腔腸動物門。直到發現了保存完整骨板的海蒲團標本後，由於其骨板有著棘皮動物特有的方解石立體結構，才排除了其為腔腸動物的可能性。海蒲團在部分文獻中被歸類為基幹棘皮動物——海座星綱的一員，也有學者將其歸為海膽亞門下獨立的一綱——海蒲團綱（學名：或）。
海蒲團屬曾有許多物種被描述，但後來幾乎都被重新分類到其他屬，且大多屬於不同的門。